# Melissa Roxburgh
Melissa Roxburgh, född 10 december 1992 i Vancouver, är en kanadensisk skådespelare.
Roxburgh har bland annat medverkat i TV-serierna Valor (2017–2018) och Manifest (2018–2023). Hon har även medverkat i filmerna Star Trek Beyond från 2016 och Mindcage från 2022.

## Filmografi (i urval)
- 2016 – Star Trek Beyond
- 2017–2018 – Valor
- 2018–2023 – Manifest
- 2022 – Mindcage
- 2025 – The Hunting Party (TV-serie)